# Lepturges proximus
Lepturges proximus es una especie de escarabajo longicornio del género Lepturges, categorizada en la tribu Acanthocinini, de la subfamilia Lamiinae. Fue descrita por Melzer en 1934.

## Descripción
Mide 4,5-5,5 mm de longitud.

## Distribución
Se distribuye por Costa Rica y Panamá.